# У озера
«У озера» — радянський двосерійний чорно-білий драматичний художній фільм 1969 року режисера Сергія Герасимова. Є другим фільмом дилогії про людей 60-х років XX століття (перший фільм — «Журналіст» (1967)). Оповідає про взаємини між людиною і природою в епоху науково-технічного прогресу, про проблему захисту унікального прісноводного озера Байкал від промислового забруднення після введення в експлуатацію споруджуваного на його березі целюлозно-паперового комбінату. У широкий радянський прокат картина вийшла 13 квітня 1970 року.

## Сюжет
Дія фільму охоплює часовий період першої половини 1960-х років. Події картини розказані Оленою Барміною від першої особи. На березі Байкалу працює наукова лабораторія професора Барміна, яка вивчає озеро. У невеликому селищі росте дочка професора Олена, в першій серії вона закінчує 10-й клас середньої школи. На південному березі озера збираються будувати целюлозно-паперовий комбінат. Представники підприємства і його майбутній директор Василь Черних приїжджають для консультацій до Барміна. Вчений і його сподвижники займають непримиренну позицію по відношенню до зведення комбінату, чиї відходи безнадійно зіпсують екосистему озера. Черних відкритий для дискусій і збирається побудувати при комбінаті унікальну в країні систему повного очищення стічних вод. Олена поступово зближується з немолодим директором комбінату. На будівництво приїжджає журналіст Валя Королькова, яка шукає героїв свого часу. Вона знайомиться з Оленою. У другій серії Олена закінчила школу і працює в бібліотеці при селищі біля комбінату. Перша черга підприємства здана в експлуатацію. Комбінат відвідує урядова комісія, яка проводить ретельну інспекцію очисних споруд. Проте питання щодо впливу шкідливих зливів в озеро залишається відкритим. Принципова громадянська позиція Барміна приводить його в підсумку до лікарні з серцевим нападом. Між Оленою і Василем Черних виникають почуття, але, дізнавшись про те, що її коханий одружений, Олена вирішує завершити з ним стосунки, після чого їде разом з Валею Корольковою на Селенгу на нову роботу. Прототипом одного з головних героїв фільму став вчений-байкалознавець Михайло Михайлович Кожов.

## У ролях
- Олег Жаков —  Олександр Олександрович Бармін, вчений-байкалознавець
- Наталія Бєлохвостікова —  Олена, дочка Олександра Барміна
- Василь Шукшин —  Василь Васильович Черних, керівник комбінату
- Надія Рєпіна —  дружина Василя Черниха
- Валентина Теличкіна —  Валя Королькова, журналіст
- Михайло Ножкин —  Геннадій Яковлєв, молодий учений
- Наталія Арінбасарова —  Катя Олзоєва, подруга Олени
- Микола Єременко (молодший) —  Олексій, студент-практикант
- Вадим Спиридонов —  Костянтин Коновалов, робочий на будівництві
- Олександр Сников —  Женя
- Зоя Рупасова —  Ліда, бібліотекар
- Марія Фоніна —  вчителька Олени
- Борис Шадурський —  Коля, учень Барміна
- Борис Бєлоусов —  Іванов
- Юрій Кузьменков —  пасажир поїзда
- Маргарита Жарова —  офіціантка
- Ірина Азер —  пасажирка поїзда
- Наталія Бондарчук —  пасажирка поїзда
- Наталія Гвоздікова —  епізод
- Ніна Маслова —  дівчина в інсценуванні
- Сергій Герасимов —  епізод  (немає в титрах)
- Віктор Єгунов —  начальник лабораторії  (немає в титрах)

## Знімальна група
- Режисер:  Сергій Герасимов
- Сценарист:  Сергій Герасимов
- Оператори: Володимир Архангельський,  Володимир Рапопорт
- Композитор:  Ілля Катаєв
- Директор картини:  Аркадій Кушлянський